# Bondues
Bondues [bɔ̃dy] (flämisch: Bonduwe) ist eine französische Stadt mit 9666 Einwohnern (Stand: 1. Januar 2022) im Département Nord in der Region Hauts-de-France. Sie gehört zum Arrondissement Lille und zum Kanton Lille-2. Die Einwohner heißen Bonduois.

## Geographie
Bondues liegt im Nordwesten des Ballungsraumes der Städte Lille, Roubaix und Tourcoing (Métropole Européenne de Lille), etwa acht Kilometer von der Grenze zu Belgien entfernt, an der Autobahn A 22. Am Ortsrand befindet sich der Flugplatz Lille-Marcq-en-Barœul. Umgeben wird Bondues von den Nachbargemeinden Linselles und Roncq im Norden, Tourcoing im Osten, Mouvaux im Südosten, Marcq-en-Barœul im Süden, Marquette-lez-Lille im Südwesten und Wambrechies im Westen.

## Bevölkerungsentwicklung
| Jahr      | 1962 | 1968 | 1975 | 1982 | 1990   | 1999   | 2006   | 2020 |
| Einwohner | 3574 | 3961 | 6706 | 8840 | 10.281 | 10.680 | 10.151 | 9759 |

## Sehenswürdigkeiten
- Kirche Saint-Vaast aus dem späten 19. Jahrhundert
- Schloss Vert-Bois (Château du Vert Bois) mit Park (Monument historique)
- Schloss La Vigne mit Park
- Fort de Bondues (auch: Fort Lobau), Befestigungsanlage errichtet zwischen 1877 und 1880, heute: Museum der Résistance

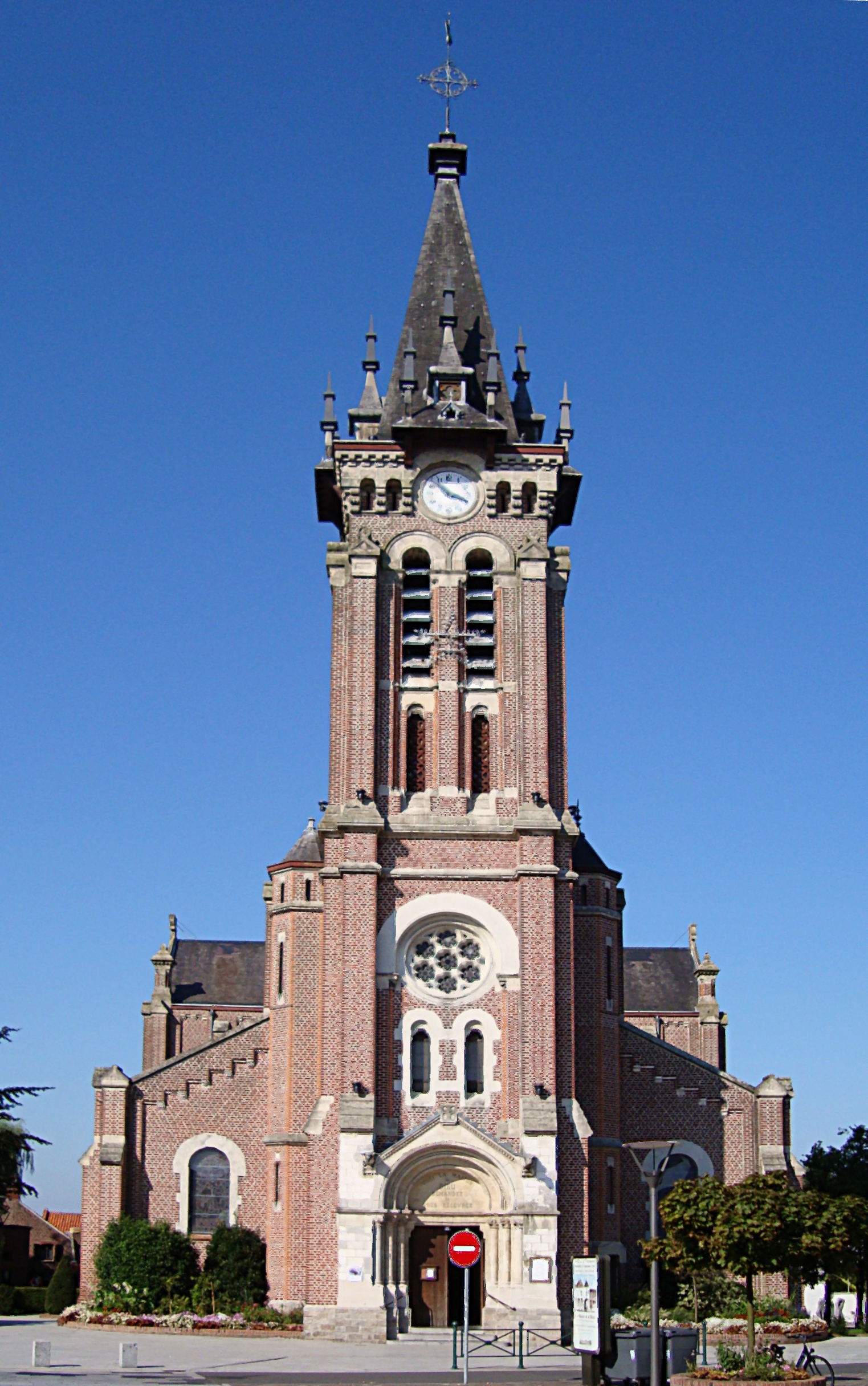
Kirche Saint-Vaast
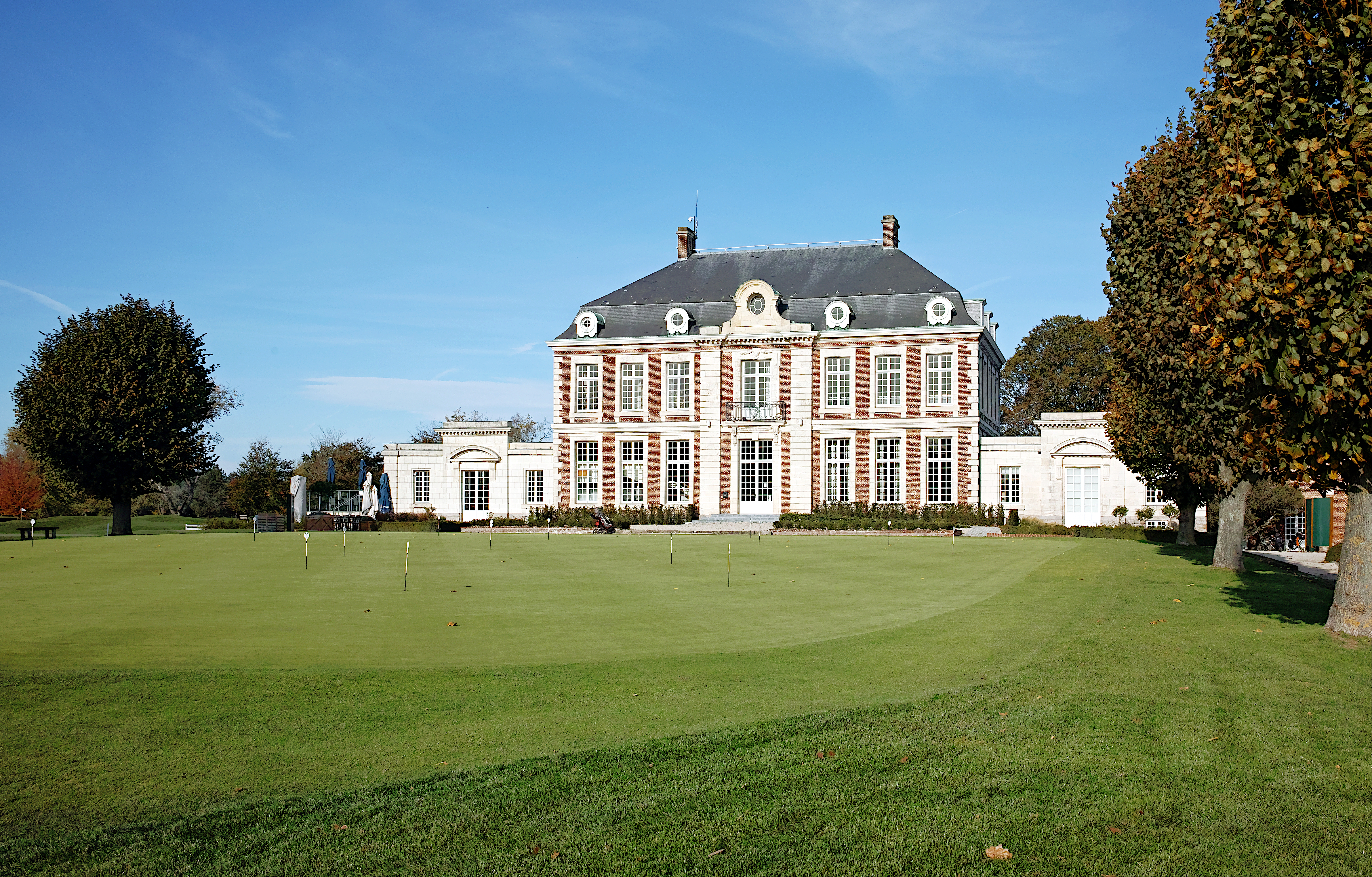
Schloss La Vigne
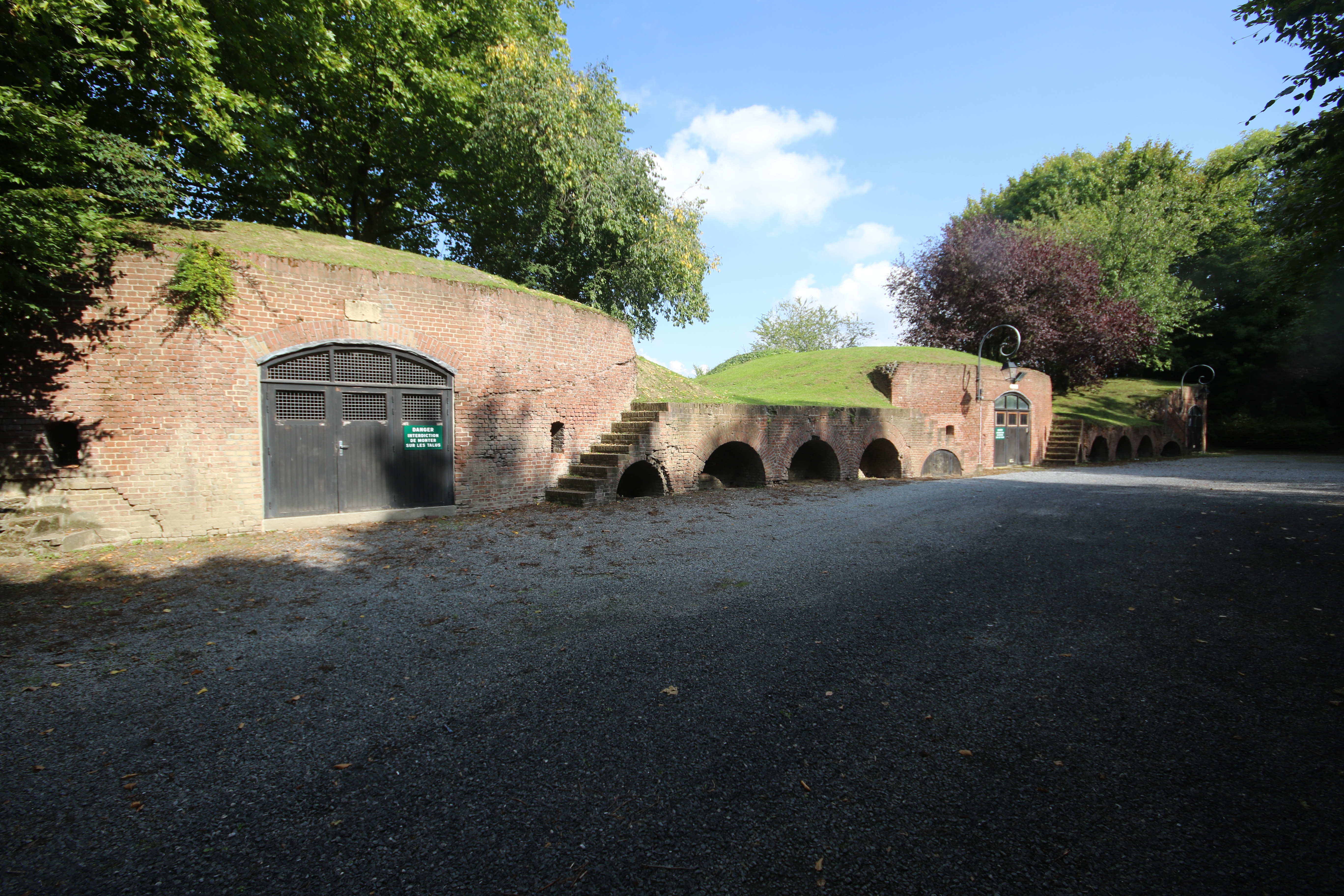
Teil des Forts Bondues, heute Musée de la Résistance de Bondues
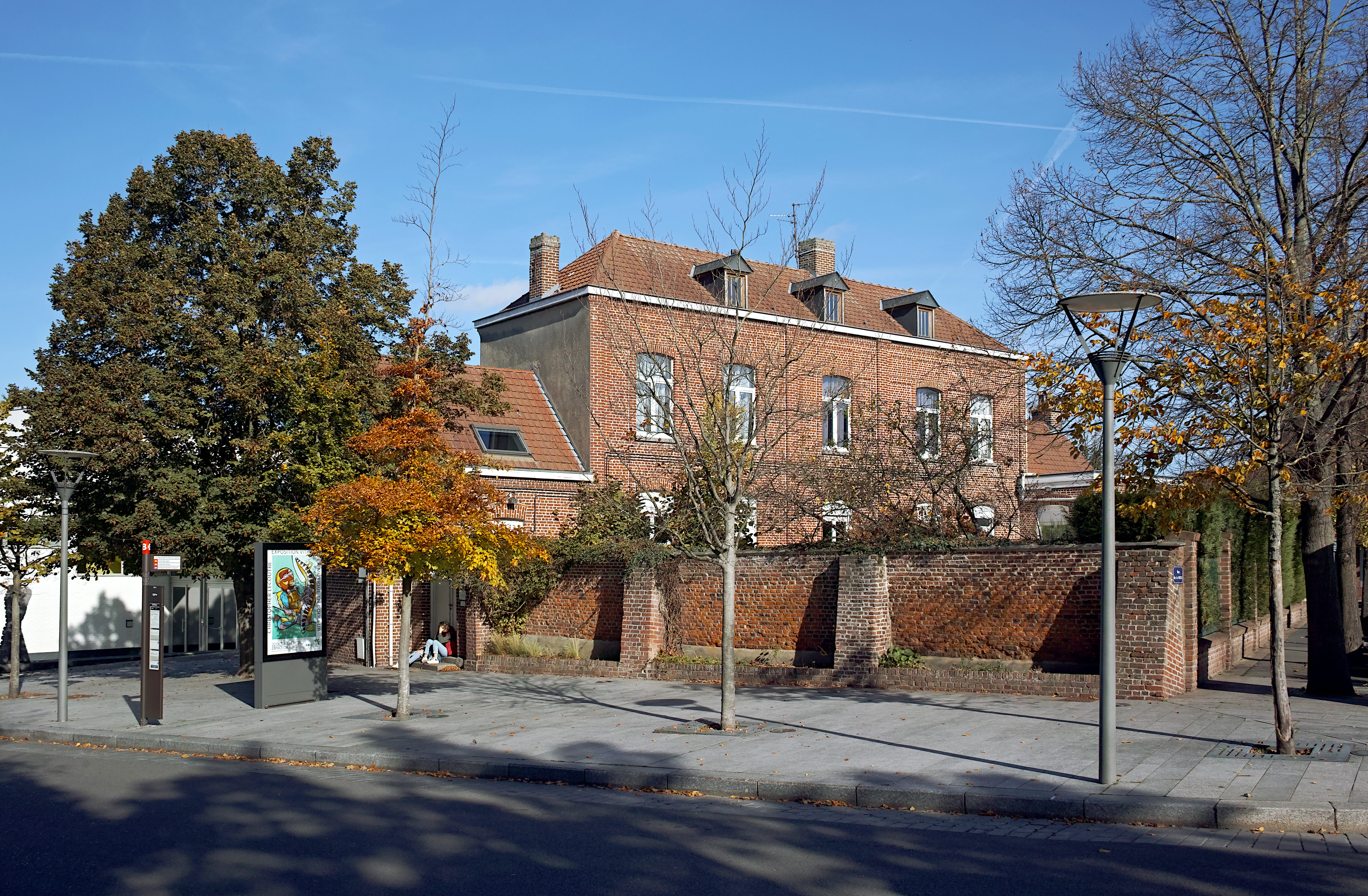
Pfarrhaus in der Rue René d'Hespel
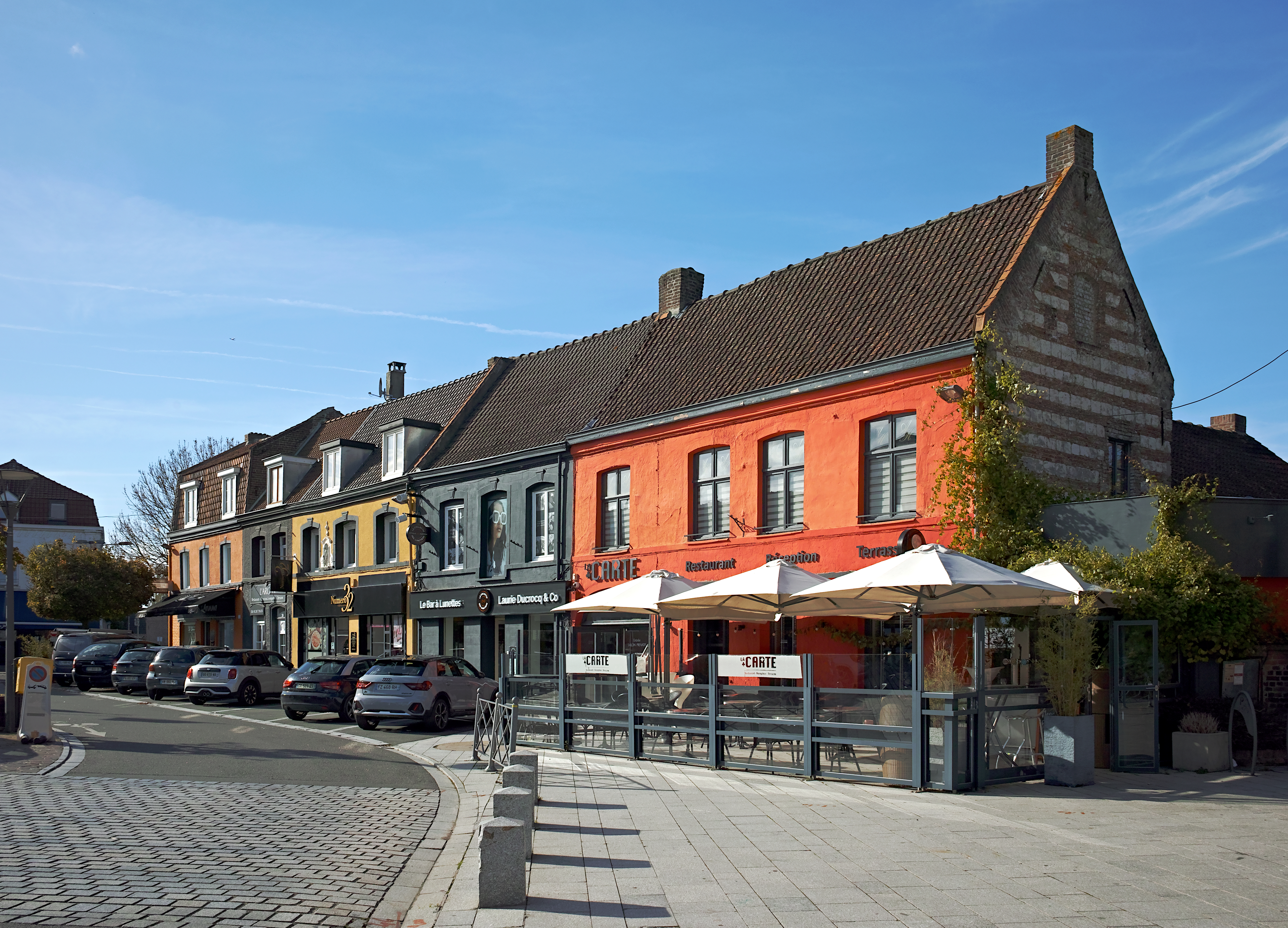
Häuser an der Place d'Abbé Bonpain
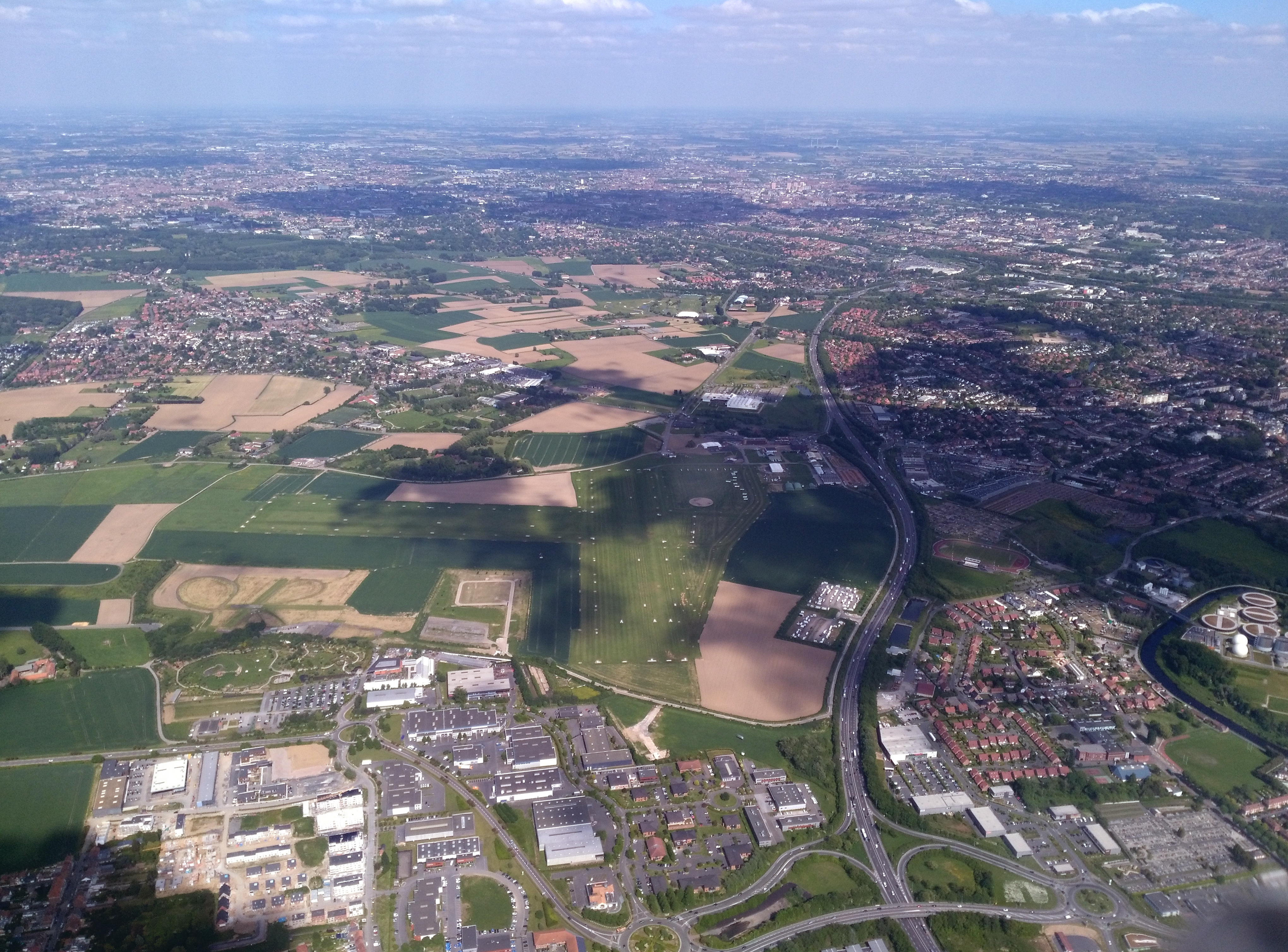
Flugplatz Lille-Marcq-en-Barœul (teilweise auf dem Gebiet von Bondues)

## Gemeindepartnerschaften
- Haywards Heath, West Sussex (England), Vereinigtes Königreich, seit 1998
- Wülfrath, Nordrhein-Westfalen, Deutschland, seit 2003
- Buduslău, Rumänien, seit 2003

## Persönlichkeiten
- Eugène Dodeigne (1923–2015), Bildhauer